# Gle Bijay
Gle Bijay är en kulle i Indonesien.   Den ligger i provinsen Aceh, i den västra delen av landet, 1 800 km nordväst om huvudstaden Jakarta. Toppen på Gle Bijay är 46 meter över havet.
Terrängen runt Gle Bijay är kuperad åt nordost, men åt sydväst är den platt. Havet är nära Gle Bijay åt sydväst. Runt Gle Bijay är det ganska tätbefolkat, med 58 invånare per kvadratkilometer. I omgivningarna runt Gle Bijay växer i huvudsak städsegrön lövskog.